# Стендінг-Пайн (Міссісіпі)
Стендінг-Пайн (англ. Standing Pine) — переписна місцевість (CDP) в США, в окрузі Лік штату Міссісіпі. Населення — 517 осіб (2020).

## Географія
Стендінг-Пайн розташований за координатами 32°40′16″ пн. ш. 89°27′8″ зх. д. / 32.67111° пн. ш. 89.45222° зх. д. (32.671027, -89.452088).  За даними Бюро перепису населення США в 2010 році переписна місцевість мала площу 9,06 км², з яких 9,04 км² — суходіл та 0,02 км² — водойми.

## Демографія
Згідно з переписом 2010 року, у переписній місцевості мешкали 504 особи в 140 домогосподарствах у складі 111 родини. Густота населення становила 56 осіб/км².  Було 154 помешкання (17/км²).
Расовий склад населення:
| - 86,9 % — корінних американців - 8,3 % — білих - 1,8 % — чорних або афроамериканців - 0,2 % — азіатів - 1,0 % — осіб інших рас |

До двох чи більше рас належало 1,8 %. Частка іспаномовних становила 2,2 % від усіх жителів.
За віковим діапазоном населення розподілялося таким чином: 35,5 % — особи молодші 18 років, 55,2 % — особи у віці 18—64 років, 9,3 % — особи у віці 65 років та старші. Медіана віку мешканця становила 28,3 року. На 100 осіб жіночої статі у переписній місцевості припадало 106,6 чоловіків;  на 100 жінок у віці від 18 років та старших — 99,4 чоловіків також старших 18 років.
Цивільне працевлаштоване населення становило 129 осіб. Основні галузі зайнятості: публічна адміністрація — 45,7 %, мистецтво, розваги та відпочинок — 26,4 %, освіта, охорона здоров'я та соціальна допомога — 17,1 %, роздрібна торгівля — 10,9 %.